# Miss Paraná
Miss Paraná (ou Miss Universe Paraná) é um concurso de beleza feminino tradicional realizado anualmente no estado, cujo objetivo é selecionar a representante para a disputa nacional de Miss Brasil, válido para o Miss Universo. O Paraná é um dos mais bem-sucedidos na história da competição, tendo obtido quatro (4) coroas em mais de sessenta (60) anos de participação. Curiosamente, nenhuma das quatro vencedoras são nascidas no estado (Ângela e Maria Carolina são naturais do Rio de Janeiro, enquanto Joana Parizotto  nasceu em Santa Catarina e Raissa Santana na Bahia). A disputa estadual tem como organizador Edielder Godoy, a quem obtém os direitos desde 2024. 

## Histórico

### Tabela de classificação
Abaixo a performance das paranaenses no Miss Brasil:
| Posição       | Performance |
| ------------- | ----------- |
| Miss Brasil   | 4           |
| 2º. Lugar     | 3           |
| 3º. Lugar     | 5           |
| 4º. Lugar     | 1           |
| 5º. Lugar     | 3           |
| Finalista     | 3           |
| Semifinalista | 26          |
| Total         | 45          |

### Premiações especiais
- Miss Simpatia: Anna Maria Felício (1958), Elisa Kkasminseki (1986) e Karla Kwiatkowski (1988)

- Miss Fotogenia: Tânia Maria Franco (1963) e Joana Parizotto (1996)

- Miss Be Emotion: Raissa Santana (2016)

- Miss Desafio Ellus: Raissa Santana (2016)

### Coordenações
Já estiveram à frente do concurso:
- 1955 a 1957: Adherbal Fortes de Sá Júnior. (Jornalista do "Diário do Paraná")

- 1958 a 1959: Dino Almeida. (Jornalista do "Diário do Paraná")

- 1960 a 1961: Mário Maranhão. (Jornalista do "Diário do Paraná")

- 1962 a 1975: Eddy Franciosi. (Jornalista do "Diário do Paraná")

- 1976 a 1977: Bernardo Bittencourt Neto. (Jornalista do "Diário do Paraná")

- 1978 a 1979: Danilo D’Ávila & Wilde Martini. (Danilo D'Ávila Eventos de Beleza)

- 1980 a 1990: Danilo D’Ávila (Danilo D'Ávila Eventos de Beleza)

- 1991 a 2006: Paulo Colnaghi e Karoline Tartas (Pró-Vita Eventos de Beleza).

- 2007 a 2020: Wall Barrionuevo e Elaine Torres (BMW Eventos).

- 2021 a 2023: Cristina Ranzani (Pró Arte Eventos)

- Desde 2024: Edy Godoy (Edielder Godoy de Lima)

### Galeria das vencedoras

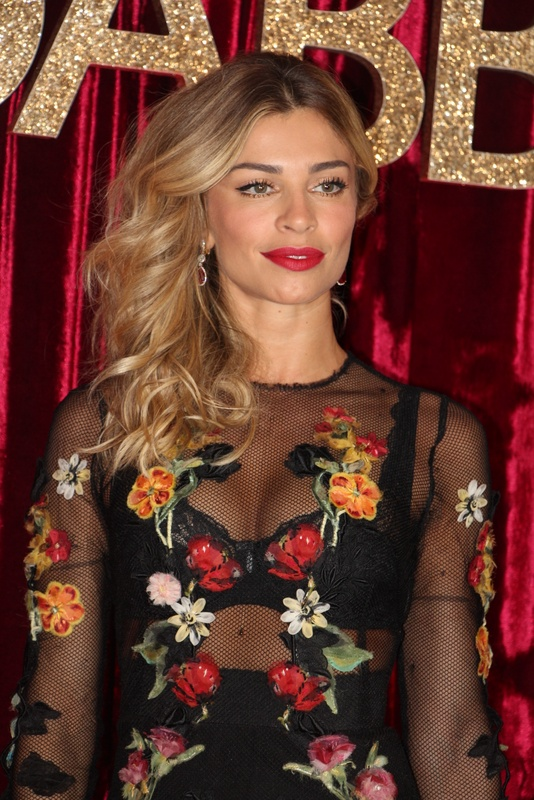
Miss Paraná 2004, Grazi Massafera, Barra do Jacaré
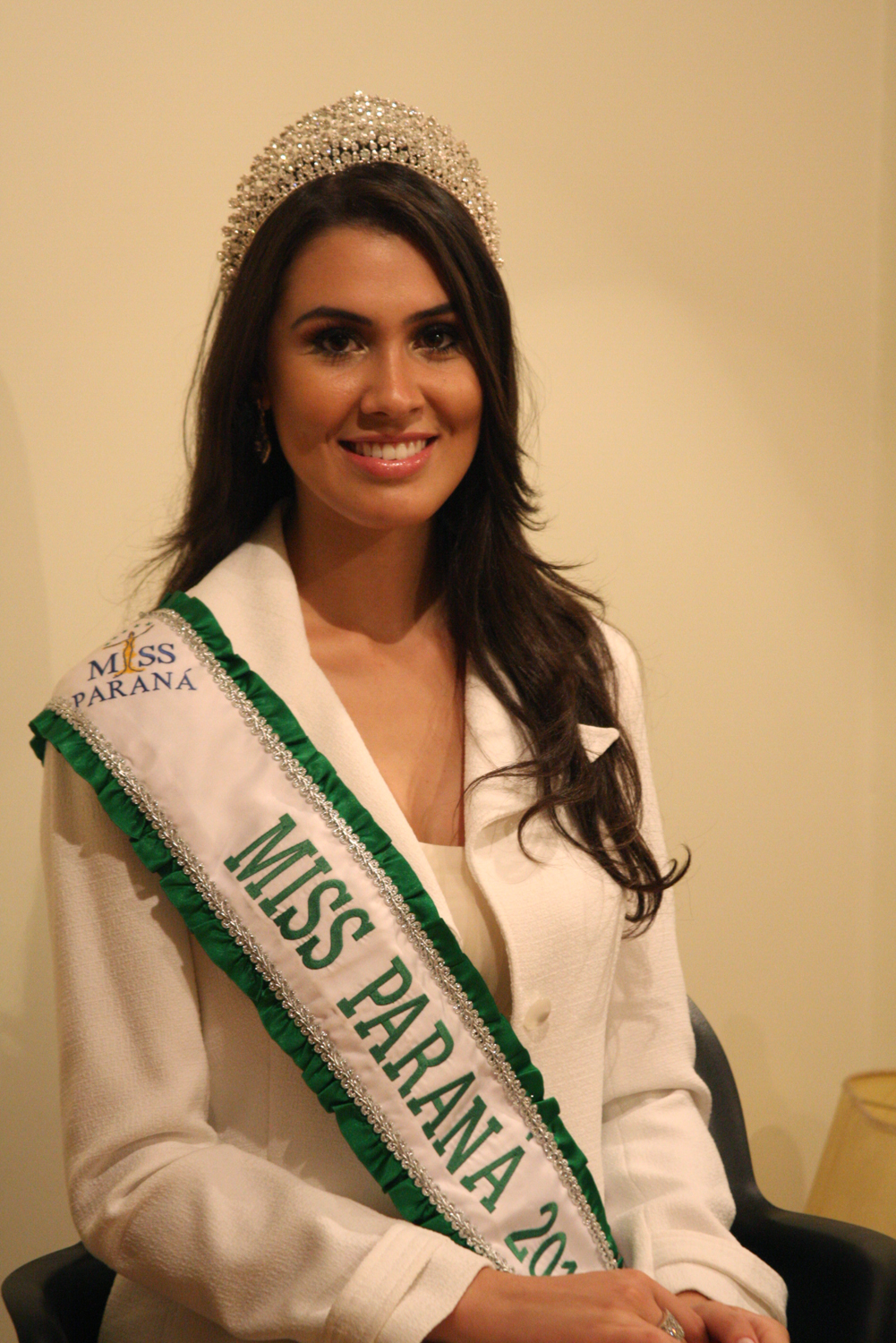
Miss Paraná 2011, Gabriela Pereira, Umuarama
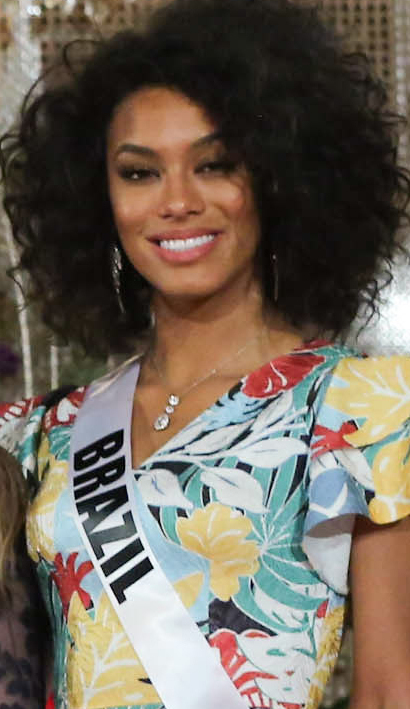
Miss Paraná 2016, Raissa Santana, Umuarama

## Vencedoras
A candidata tornou-se Miss Brasil.
| Ano  | Participação                                            | Vencedoras                                              | Representação                                           | Colocação                                               | Miss Universo                                           | Ref.                                                    |
| ---- | ------------------------------------------------------- | ------------------------------------------------------- | ------------------------------------------------------- | ------------------------------------------------------- | ------------------------------------------------------- | ------------------------------------------------------- |
| 2026 | 68ª                                                     | Jéssica Krein                                           | Marechal Cândido Rondon                                 | TBD                                                     |                                                         | [ 4 ]                                                   |
| 2025 | 67ª                                                     | Paula Assunção                                          | Foz do Iguaçu                                           | Finalista (Top 06)                                      |                                                         | [ 5 ]                                                   |
| 2024 | 66ª                                                     | Taynara Gargantini                                      | Paranavaí                                               | Finalista (Top 07)                                      |                                                         | [ 6 ]                                                   |
| 2023 | 65ª                                                     | Mariana Becker                                          | Francisco Beltrão                                       | Semifinalista (Top 16)                                  |                                                         | [ 7 ]                                                   |
| 2022 | 64ª                                                     | Shaienne Borges                                         | São José dos Pinhais                                    | Semifinalista (Top 10)                                  |                                                         | [ 8 ]                                                   |
| 2021 | 63ª                                                     | Marcella Kozinski                                       | Curitiba                                                |                                                         |                                                         | [ 9 ]                                                   |
| 2020 | A Miss Brasil foi indicada, portanto não houve disputa. | A Miss Brasil foi indicada, portanto não houve disputa. | A Miss Brasil foi indicada, portanto não houve disputa. | A Miss Brasil foi indicada, portanto não houve disputa. | A Miss Brasil foi indicada, portanto não houve disputa. | A Miss Brasil foi indicada, portanto não houve disputa. |
| 2019 | 62ª                                                     | Djenifer Frey                                           | Missal                                                  | Semifinalista (Top 15)                                  |                                                         | [ 10 ]                                                  |
| 2018 | 61ª                                                     | Deise Caroline Ribas                                    | Rio Branco do Sul                                       |                                                         |                                                         | [ 11 ]                                                  |
| 2017 | 60ª                                                     | Patrícia Garcia                                         | Cambé                                                   | Semifinalista (Top 16)                                  |                                                         | [ 12 ]                                                  |
| 2016 | 59ª                                                     | Raissa Santana                                          | Umuarama                                                | MISS BRASIL 2016                                        | Semifinalista (Top 13)                                  | [ 13 ]                                                  |
| 2015 | 58ª                                                     | Gabriela Gallas                                         | Medianeira                                              | Semifinalista (Top 15)                                  |                                                         | [ 14 ]                                                  |
| 2014 | 57ª                                                     | Nathaly Goolkate                                        | Carambeí                                                | Semifinalista (Top 15)                                  |                                                         | [ 15 ]                                                  |
| 2013 | 56ª                                                     | Isis Stocco                                             | Maringá                                                 | Finalista (Top 05)                                      |                                                         | [ 16 ]                                                  |
| 2012 | 55ª                                                     | Alessandra Bernardi                                     | Palotina                                                |                                                         |                                                         | [ 17 ]                                                  |
| 2011 | 54ª                                                     | Gabriela Cristina Pereira                               | Umuarama                                                | Semifinalista (Top 15)                                  |                                                         | [ 18 ]                                                  |
| 2010 | 53ª                                                     | Marylia Bernardt                                        | São Miguel do Iguaçu                                    | 3º. Lugar                                               |                                                         | [ 19 ]                                                  |
| 2009 | 52ª                                                     | Karine Martins de Souza                                 | Cascavel                                                | Semifinalista (Top 10)                                  |                                                         | [ 20 ]                                                  |
| 2008 | 51ª                                                     | Bronie Cordeiro Alteiro                                 | Umuarama                                                | Semifinalista (Top 10)                                  |                                                         | [ 21 ]                                                  |
| 2007 | 50ª                                                     | Vivian Noronha Cia                                      | Umuarama                                                | 3º. Lugar                                               |                                                         | [ 22 ]                                                  |
| 2006 | 49ª                                                     | Daiane Zanchet                                          | Francisco Beltrão                                       |                                                         |                                                         | [ 23 ]                                                  |
| 2005 | 48ª                                                     | Patrícia Reginato                                       | Medianeira                                              | 2º. Lugar                                               |                                                         | [ 24 ]                                                  |
| 2004 | 47ª                                                     | Grazielli Massafera                                     | Barra do Jacaré                                         | 3º. Lugar                                               |                                                         | [ 25 ]                                                  |
| 2003 | 46ª                                                     | Elaine Lopes da Silva †                                 | Umuarama                                                | Semifinalista (Top 10)                                  |                                                         | [ 26 ]                                                  |
| 2002 | 45ª                                                     | Keli Kaniak de Oliveira                                 | Curitiba                                                | 3º. Lugar                                               |                                                         | [ 27 ]                                                  |
| 2001 | 44ª                                                     | Ticiana Milanese Franco                                 | Maringá                                                 | Semifinalista (Top 10)                                  |                                                         | [ 28 ]                                                  |
| 2000 | 43ª                                                     | Fernanda Letícia Schirr                                 | Francisco Beltrão                                       | Semifinalista (Top 11)                                  |                                                         | [ 29 ]                                                  |
| 1999 | 42ª                                                     | Marken Maria Valérius                                   | Medianeira                                              | Semifinalista (Top 10)                                  |                                                         | [ 30 ]                                                  |
| 1998 | 41ª                                                     | Jaqueline Amâncio                                       | Campina Grande do Sul                                   | Semifinalista (Top 12)                                  |                                                         | [ 31 ]                                                  |
| 1997 | 40ª                                                     | Cris Thomaszeck                                         | Curitiba                                                | Semifinalista (Top 12)                                  |                                                         | [ 32 ]                                                  |
| 1996 | 39ª                                                     | Maria Joana Parizotto                                   | Francisco Beltrão                                       | MISS BRASIL 1996                                        | (Não obteve classificação)                              | [ 33 ]                                                  |
| 1995 | 38ª                                                     | Marilici Perazolli                                      | Manoel Ribas                                            |                                                         |                                                         | [ 34 ]                                                  |
| 1994 | 37ª                                                     | Tatjana Ceratti                                         | Foz do Iguaçu                                           |                                                         |                                                         | [ 35 ]                                                  |
| 1993 | A Miss Brasil foi indicada, portanto não houve disputa. | A Miss Brasil foi indicada, portanto não houve disputa. | A Miss Brasil foi indicada, portanto não houve disputa. | A Miss Brasil foi indicada, portanto não houve disputa. | A Miss Brasil foi indicada, portanto não houve disputa. | A Miss Brasil foi indicada, portanto não houve disputa. |
| 1992 | 36ª                                                     | Maria Carolina Otto                                     | Curitiba                                                | MISS BRASIL 1992                                        | (Não obteve classificação)                              | [ 36 ]                                                  |
| 1991 | O estado não enviou candidata ao Miss Brasil 1991.      | O estado não enviou candidata ao Miss Brasil 1991.      | O estado não enviou candidata ao Miss Brasil 1991.      | O estado não enviou candidata ao Miss Brasil 1991.      | O estado não enviou candidata ao Miss Brasil 1991.      | O estado não enviou candidata ao Miss Brasil 1991.      |
| 1990 | Não houve disputa nacional de Miss Brasil em 1990.      | Não houve disputa nacional de Miss Brasil em 1990.      | Não houve disputa nacional de Miss Brasil em 1990.      | Não houve disputa nacional de Miss Brasil em 1990.      | Não houve disputa nacional de Miss Brasil em 1990.      | Não houve disputa nacional de Miss Brasil em 1990.      |
| 1989 | 35ª                                                     | Sonali Patrícia de Souza                                | Curitiba                                                |                                                         |                                                         | —                                                       |
| 1988 | 34ª                                                     | Karla Cristina Kwiatkowski                              |                                                         | Semifinalista (Top 12)                                  |                                                         | —                                                       |
| 1987 | 33ª                                                     | Sara Maria Lau de Souza                                 | Curitiba                                                | Semifinalista (Top 12)                                  |                                                         | —                                                       |
| 1986 | 32ª                                                     | Elisa Gizely Kasminseki                                 | Curitiba                                                | Semifinalista (Top 12)                                  |                                                         | —                                                       |
| 1985 | 31ª                                                     | Scarleth Rodrigues                                      | Curitiba                                                |                                                         |                                                         | —                                                       |
| 1984 | 30ª                                                     | Marizabel do Roccio                                     | Paranaguá                                               | 4º. Lugar                                               |                                                         | —                                                       |
| 1983 | 29ª                                                     | Salete Roseli Mendes                                    | Curitiba                                                |                                                         |                                                         | —                                                       |
| 1982 | 28ª                                                     | Ronimar Machado                                         | Curitiba                                                | Semifinalista (Top 12)                                  |                                                         | —                                                       |
| 1981 | 27ª                                                     | Mônica Januzzi                                          | Londrina                                                | Semifinalista (Top 12)                                  |                                                         | —                                                       |
| 1980 | 26ª                                                     | Soraya de Souza Costa                                   | Curitiba                                                |                                                         |                                                         | —                                                       |
| 1979 | 25ª                                                     | Marize Quirino de Souza                                 | Antonina                                                |                                                         |                                                         | —                                                       |
| 1978 | 24ª                                                     | Suzy Mara Samways                                       | União da Vitória                                        | Semifinalista (Top 10)                                  |                                                         | —                                                       |
| 1977 | 23ª                                                     | Débora de Almeida Rosa                                  | Paranaguá                                               | Semifinalista (Top 08)                                  |                                                         | —                                                       |
| 1976 | 22ª                                                     | Cláudia Azzolini Chueiri                                | Cornélio Procópio                                       | 5º. Lugar                                               |                                                         | —                                                       |
| 1975 | 21ª                                                     | Maria Alves de Oliveira                                 | Sertaneja                                               | Semifinalista (Top 08)                                  |                                                         | —                                                       |
| 1974 | 20ª                                                     | Cilmara Maria Camargo                                   | Cascavel                                                | 5º. Lugar                                               |                                                         | —                                                       |
| 1973 | 19ª                                                     | Alda Maria Ferreira Nacli                               | Curitiba                                                |                                                         |                                                         | —                                                       |
| 1972 | 18ª                                                     | Dolores Peres Bordin                                    | Paranavaí                                               |                                                         |                                                         | —                                                       |
| 1971 | 17ª                                                     | Marise Meyer Costa                                      | Ibaiti                                                  | 3º. Lugar                                               |                                                         | —                                                       |
| 1970 | 16ª                                                     | Maria Regina Corzânego                                  | Cornélio Procópio                                       | Semifinalista (Top 08)                                  |                                                         | —                                                       |
| 1969 | 15ª                                                     | Marli Sauerzapf Simon                                   | Castro                                                  |                                                         |                                                         | —                                                       |
| 1968 | 14ª                                                     | Delzi Captan                                            | Curitiba                                                | Semifinalista (Top 08)                                  |                                                         | —                                                       |
| 1967 | 13ª                                                     | Wilza Rainato                                           | Jandaia do Sul                                          | 2º. Lugar                                               |                                                         | —                                                       |
| 1966 | 12ª                                                     | Miriam Marçal                                           | Califórnia                                              |                                                         |                                                         | —                                                       |
| 1965 | 11ª                                                     | Rosemary Raduhy                                         | Apucarana                                               | Semifinalista (Top 08)                                  |                                                         | —                                                       |
| 1964 | 10ª                                                     | Ângela Vasconcelos                                      | Curitiba                                                | MISS BRASIL 1964                                        | Semifinalista (Top 15)                                  | —                                                       |
| 1963 | 9ª                                                      | Tânia Franco de Souza                                   | Guarapuava                                              | 2º. Lugar                                               |                                                         | —                                                       |
| 1962 | 8ª                                                      | Ana Maria Ribeiro Gonçalves                             | Londrina                                                |                                                         |                                                         | —                                                       |
| 1961 | 7ª                                                      | Maria José do Nascimento                                | F.P.D.U                                                 |                                                         |                                                         | —                                                       |
| 1960 | 6ª                                                      | Maurina Kassemacke                                      | Curso Pré-Jurídico                                      |                                                         |                                                         | —                                                       |
| 1959 | 5ª                                                      | Shirley Tempski                                         | F.P.D.U                                                 |                                                         |                                                         | —                                                       |
| 1958 | 4ª                                                      | Ana Maria Felício                                       | Londrina                                                |                                                         |                                                         | [ 37 ]                                                  |
| 1957 | 3ª                                                      | Karin Japp Fuxreiter                                    | Círculo Militar do Paraná                               | 5º. Lugar                                               |                                                         | [ 38 ]                                                  |
| 1956 | 2ª                                                      | Ivony Lour Cardoso                                      | F.P.D.U                                                 |                                                         |                                                         | [ 39 ]                                                  |
| 1955 | 1ª                                                      | Vilma Sozzi Wagner                                      | Rádio Colombo                                           |                                                         |                                                         | [ 40 ]                                                  |

### Títulos por município
Por falta de informação, o ano de 1988 não entra na tabela abaixo.
| Representação           | Títulos | Vitórias |
| ----------------------- | ------- | --- |
| Curitiba                | 20      | 1955, 1956, 1957, 1959, 1960, 1961, 1964, 1968, 1973, 1980 1982, 1983, 1985, 1986, 1987, 1989, 1992, 1997, 2002, 2021 |
| Umuarama                | 5       | 2003, 2007, 2008, 2011, 2016                                                                                          |
| Francisco Beltrão       | 4       | 1996, 2000, 2006, 2023                                                                                                |
| Medianeira              | 3       | 1999, 2005, 2015 |
| Londrina                | 3       | 1958, 1962, 1981 |
| Foz do Iguaçu           | 2       | 1994, 2025 |
| Paranavaí               | 2       | 1972, 2024 |
| Maringá                 | 2       | 2001, 2013 |
| Cascavel                | 2       | 1974, 2009 |
| Paranaguá               | 2       | 1977, 1984 |
| Cornélio Procópio       | 2       | 1970, 1976 |
| Marechal Cândido Rondon | 1       | 2026 |
| São José dos Pinhais    | 1       | 2022 |
| Missal                  | 1       | 2019 |
| Rio Branco do Sul       | 1       | 2018 |
| Cambé                   | 1       | 2017 |
| Carambeí                | 1       | 2014 |
| Palotina                | 1       | 2012 |
| São Miguel do Iguaçu    | 1       | 2010 |
| Barra do Jacaré         | 1       | 2004 |
| Campina Grande do Sul   | 1       | 1998 |
| Manoel Ribas            | 1       | 1995 |
| Antonina                | 1       | 1979 |
| União da Vitória        | 1       | 1978 |
| Sertaneja               | 1       | 1975 |
| Ibaiti                  | 1       | 1971 |
| Castro                  | 1       | 1969 |
| Jandaia do Sul          | 1       | 1967 |
| Califórnia              | 1       | 1966 |
| Apucarana               | 1       | 1965 |
| Guarapuava              | 1       | 1963 |